# Shadow Warriors (NES)
Shadow Warriors è un picchiaduro a scorrimento del 1988, prodotto e distribuito dalla Tecmo. In Giappone è stato pubblicato con il titolo Ninja Ryukenden (忍者龍剣伝?), mentre in Nord America come Ninja Gaiden.
La trama segue un ninja chiamato Ryu Hayabusa attraverso il suo viaggio in America per vendicare il suo defunto padre. Le tracce lo guardano da Jaquio, un individuo che vuole dominare il mondo tramite il potere di due antiche statue in grado di risvegliare un antico demone. Con un gameplay simile a Castlevania e Batman, il giocatore interpreta Ryu attraverso sei "atti" che ricoprono 20 livelli, armato della sua katana o di altre armi secondarie.
Shadow Warriors è famoso per la sua storia elaborata e per i filmati in stile anime, ricevendo diversi premi da riviste di videogiochi, mentre le critiche principali sono state mosse per la difficoltà dei livelli. Il titolo ha ricevuto una trasposizione letteraria scritta da Seth Godin e Peter Lerangis, ed è stato pubblicato anche un album di colonne sonore estratte dal videogioco. Shadow Warriors viene spesso descritto come uno dei migliore videogiochi di ambientazione ninja.

## Modalità di gioco
Questo titolo è un picchiaduro a scorrimento in cui il giocatore interpreta il ninja Ryu Hayabusa attraverso sei "atti", divisi in 20 livelli. La forza fisica di Ryu è rappresentata da una barra di vita, che decresce ad ogni colpo subito. Quando la barra è completamente vuota, Ryu cade oltre lo schermo o il tempo finisce, il giocare perdere una "vita". Il gioco finisce quando tutte le vite si sono esaurite, anche se gli è concesso continuare dallo stesso livello.
Alla fine di ogni atto, Ryu affronta un boss, la cui barra di vita è solitamente più lunga di quella del giocatore. Ogni boss è uno delle "Quattro malvagi" (Malice Four), comandati dall'antagonista per eccellenza Jaquio. I quattro nemici sono Barbarian, Bomberhead, Basaquer e il loro leader Bloody Malth.
Il giocatore attacca i nemici attraverso la Spada del Drago di Ryu, una katana tramandata dal clan Hayabusa da generazioni. Le armi secondarie includono degli shuriken, degli fuma shuriken che torno indietro come dei boomerang, un attacco magico che genera una serie di sfere infuocate e una tecnica area chiamata "salta e attacca". Questi attacchi secondari usano un'ulteriore barra, chiamata barra spirituale, che si può riempire attraverso sfere blue e rosse di forza spirituale, trovare lampade e lanterne. Altri oggetti che si possono trovare sono clessidre che bloccano i nemici e i loro proiettili per cinque secondi, contenitori provvisti di punti bonus, pozioni che donano sei unità delle barra della vita, e "ruote di fuoco invincibili", che rendono Ryu invincibile agli attacchi momentaneamente, e altri oggetti che aggiungono una vita.
Ryu possiede l'abilità di saltare sui muri e salire scale, e inoltre può darsi un'ulteriore spinta dopo essersi appoggiato su una parete verticale. Attraverso questa tecnica Ryu riesce a salire attraverso lo spazio tra due muri o due colonne, fino ad arrivare alla cima.